# Exclamatio
Exclamatio（エクスクラマシオ、ラテン語で「感嘆」）とは、瞬間の状況などの理由から恐怖やショックを起こした時の感嘆を表す修辞技法のこと。一般的に感嘆符を用いる。
- O tempora, o mores!（おお、何という時代！ おお、何という習慣！） - キケロ
- oh felice colui cu' ivi elegge!（おお、そこに住むことを彼に選ばれし者たちは幸いなり！） - ダンテ・アリギエーリ『神曲』地獄篇1.129